# چوی مین-جونگ
چوی مین-جونگ (انگلیسی: Choi Min-jeong؛ زادهٔ ۹ سپتامبر ۱۹۹۸) اسکیت‌باز سرعت اهل کره جنوبی است.